# Rainie Yang
Rainie Yang (hagyományos kínai írással: 楊丞琳 pinjin: Yáng Chénglín, magyaros: Liao Cseng-lin; 1984. június 4.) több díjat nyert tajvani énekes, színésznő és műsorvezető.

## Filmográfia

### Televíziós sorozatok
- 2001: Liuhszing huajüan mint Xiao You (小優)
- 2001: Meteor Rain mint Xiao You (小優)
- 2001: Sunshine Jelly mint Mei
- 2002: Tomorrow mint Yuan Chen Mei (袁成美)
- 2003: Lavender 2 mint Xiao Xiao (小小)
- 2003: The Pink Godfather mint Bao Xiao Ting (包小婷) / Chen Tian Shi (陳天使)
- 2003: The Original Scent of Summer mint Yang Pan Pan (楊盼盼)
- 2004: Love Bird mint Jiang Ding Han (江丁韓)
- 2004: Legend of Speed mint Juliet / Gao Yun (高雲)
- 2004: City Of The Sky mint Lu Bin Yan (陸彬燕)
- 2005: Strange Tales of Liao Zhai mint Zheng Ah Bao (趙寶玉/阿寶)
- 2005: Devil Beside You mint Qi Yue (齊悅)
- 2007: Huan huan aj mint Tong Jia Di (童嘉蒂)
- 2008: Miss No Good mint Jiang Xiao Hua (蔣小花)
- 2009: ToGetHer mint Chen Mo Mo (陳默默)
- 2009: Hi My Sweetheart mint Chen Bao Zhu (陳寶茱)
- 2011: Love You mint Lin Xiao Ru (林曉如)
- 2011: Jangkuang tiensi mint Chen Yang Guang (陳陽光)
- 2014: Love at Second Sight mint Fei Luo Luo (費洛洛)
- 2016: Rock Records in Love mint Chen Li Xin
- 2016: Life Plan A and B mint Cheng Ru Wei

### Filmek
- 2001: Merry Go Round mint Carlily Pang
- 2007: Spider Lilies mint Xiao Lü (小綠) / Jade
- 2010: The Child's Eye mint Rainie
- 2012: HeartBeat Love mint Yang Xiao Yu (杨小羽)
- 2012: Happiness mint Chen You Lan (Xiao Lan) 陈右岚 (小岚)
- 2014: Endless Nights in Aurora mint Alisha
- 2017: The Tag-Along 2 mint Li Shu-Fen

## Díjak és jelölések
| Év   | Díj                                                            | Kategória                                   | Jelölés                 | Eredmény | Források     |
| ---- | -------------------------------------------------------------- | ------------------------------------------- | ----------------------- | -------- | ------------ |
| 2005 | Metro Radio Hits Music Awards 新城勁爆頒獎禮                   | Legjobb új előadó                           | Rainie Yang             | Elnyerte | [ 1 ]        |
| 2005 | IFPI Hong Kong Album Sales Awards IFPI香港唱片銷量大獎         | Top 10 eladott album                        | My Intuition (曖昧)     | Elnyerte | [ 2 ]        |
| 2006 | Metro Radio Mandarin Hits Music Awards 新城國語力頒獎禮        | Legjobb mandarin énekes                     | Rainie Yang             | Elnyerte |              |
| 2006 | IFPI Hong Kong Album Sales Awards IFPI香港唱片銷量大獎         | Top 10 eladott album                        | Meeting Love (遇上愛)   | Elnyerte | [ 3 ]        |
| 2006 | 6th Global Chinese Music Chart Awards 第六屆全球華語歌曲排行榜 | Legjobb új női előadó                       | Rainie Yang             | Elnyerte |              |
| 2007 | HITO Radio Music Awards HITO流行音樂獎                         | Top 10 dal                                  | "遇上愛" (Meeting Love) | Elnyerte | [ 4 ]        |
| 2007 | Hong Kong TVB8 Awards                                          | Top 10 dalok                                | "缺氧" (Lacking Oxygen) | Jelölve  | [ 5 ]        |
| 2007 | Metro Radio Hits Music Awards 新城勁爆頒獎禮                   | Legjobb mandarin nyelvű énekes              | Rainie Yang             | Elnyerte | [ 6 ]        |
| 2007 | Metro Radio Hits Music Awards 新城勁爆頒獎禮                   | Énekes-táncos nagydíját (跳唱歌手大獎)      | Rainie Yang             | Elnyerte | [ 6 ]        |
| 2007 | YAHOO! Search Awards YAHOO! 搜尋人氣大獎                       | Kedvenc nemzetközi női előadó               | Rainie Yang             | Elnyerte |              |
| 2007 | YAHOO! Search Awards YAHOO! 搜尋人氣大獎                       | Kedvenc női nemzetközi színésznő            | Rainie Yang             | Elnyerte |              |
| 2008 | 43rd Golden Bell Awards, Taiwan                                | Legjobb színésznő televíziós sorozatban     | Why Why Love            | Jelölve  | [ 7 ]        |
| 2008 | YAHOO! Search Awards YAHOO! 搜尋人氣大獎                       | Kedvenc nemzetközi női előadó               | Rainie Yang             | Elnyerte |              |
| 2008 | YAHOO! Search Awards YAHOO! 搜尋人氣大獎                       | Kedvenc női nemzetközi színésznő            | Rainie Yang             | Elnyerte |              |
| 2009 | Singapore Hit Awards 新加坡金曲獎                              | Kedvenc női előadó                          | Rainie Yang             | Jelölve  |              |
| 2010 | 45th Golden Bell Awards, Taiwan                                | Legjobb színésznő televíziós sorozatban     | Hi My Sweetheart        | Elnyerte | [ 8 ]        |
| 2010 | Singapore Hit Awards 第16届新加坡金曲獎                        | Legkedveltebb művésznő                      | Rainie Yang             | Elnyerte | [ 9 ] [ 10 ] |
| 2010 | Taiwan Next Magazine Entertainment Award 壹週刊娛樂大賞        | Az év 10 legjobb művésze                    | Rainie Yang             | Elnyerte |              |
| 2010 | Channel V's Music Chart Award V頻道 音樂飆榜                   | Kedvenc női előadó                          | Rainie Yang             | Elnyerte |              |
| 2010 | US Complex Magazine                                            | Legszexisebb tajvani nő (közönség-szavazás) | Rainie Yang             | Elnyerte |              |
| 2011 | Taiwan Next Magazine Entertainment Award 壹週刊娛樂大賞        | Az év 10 legjobb művésze                    | Rainie Yang             | Elnyerte |              |
| 2012 | Singapore Entertainment Awards 新加坡e乐大赏                   | Legnépszerűbb énekesnő                      | Rainie Yang             | Elnyerte |              |